# Bolillo (pan)

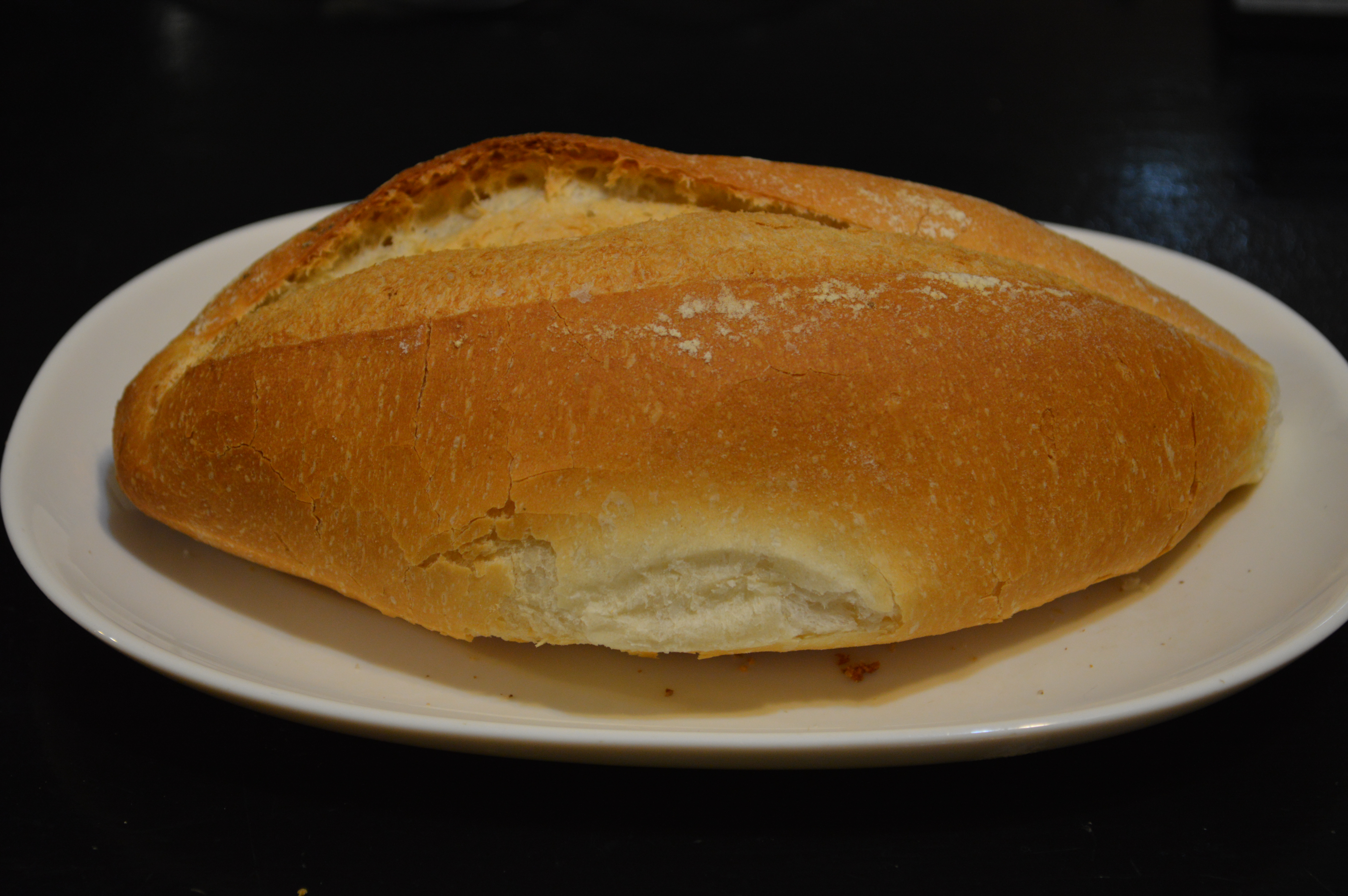
Bolillo típico de la Ciudad de México.

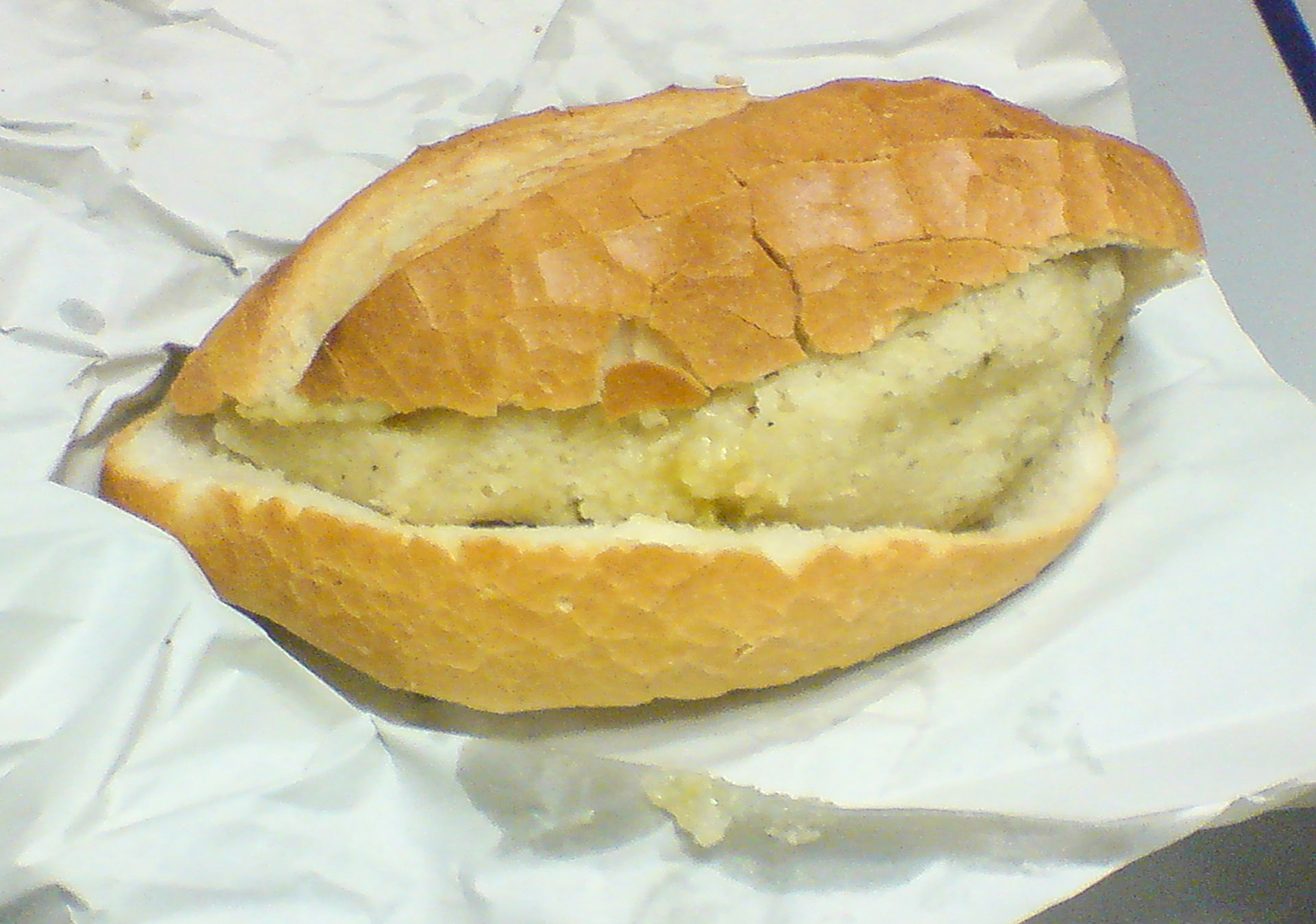
Una torta de tamal o guajolota, preparada con un bolillo.

El bolillo, pan blanco, barra o pan francés es, en México y Centroamérica, un tipo de pan económico y bastante popular elaborado con harina de trigo, que no es considerado dulce.
Tiene forma ovalada o romboidal y un corte longitudinal en la parte superior; por afuera es dorado y crujiente, por dentro es blanco y suave. El bolillo es similar al bollo sevillano o al pan francés y con él se preparan los molletes y las tortas mexicanas. A veces, a la masa del bolillo se le da la forma de un pan en tres cuerpos, y comercialmente se le da el nombre de telera. En Jalisco, se elabora un pan similar de origen francés llamado birote, que se caracteriza por tener un sabor distinto y por venderse en tres variantes: fleima, salado y dulce. El birote salado es más alargado, posee un sabor agrio y consistencia correosa y se utiliza en la preparación de las tortas ahogadas.
Se cree que la manera de elaborar la pasta y el pan bolillo tal cual es, llegaron a México en el siglo XIX, durante la intervención francesa en México. En ciertas partes del país (por ejemplo, Jalisco), un pan similar al baguette se elaboraba con antelación a la popularización de dicho pan en los supermercados, acaecida durante la acelerada urbanización en el siglo XX.

## Variante
En Venezuela se da una variante muy similar, la cual en realidad es derivada de la baguette (llamado canilla en este país), mas a diferencia del telera aquí descrito tiende a ser más bien delgado y de corteza ligeramente más suave aunque dorada. Se conoce como pan francés y se usa mayormente para elaborar bocadillos.